# Magic Kid 2
Série
Magic Kid
(1993)
Pour plus de détails, voir Fiche technique et Distribution.
Magic Kid 2 est un film américain réalisé en 1994 par Stephen Furst. Il est la suite de Magic Kid, sorti en 1993. Il est édité en France en DVD sous le titre Magic Kids 2. En VHS, le film a été édité sous le titre Dragon Kids par TF1 Video.

## Synopsis
À 14 ans, Kevin est déjà un vrai ninja et une star en herbe : il est la vedette de Ninja Boy, un film tourné actuellement à Hollywood. Sa vie serait parfaite s'il ne réalisait pas un jour que tout le monde l'utilise : son oncle Bob, trop lâche pour se faire respecter, son producteur, trop pressé de gagner des millions de dollars, une starlette, très désireuse de faire la une des journaux... Et voilà qu'en plus on voudrait empêcher Kevin d'aller au lycée et de mener une vie normale. 
PS : à noter que le titre en français comporte une lettre de plus et est " Magic Kids 2 ". On peut également trouver ce film sous le titre Dragon Kids en VHS, en effet, lors des sorties de films par TF1 Vidéo, TF1 Entreprises renommait parfois les films (par exemple, le film 3 Ninjas est nommé Ninja Kids en France par TF1 Vidéo).

## Fiche technique
- Titre : Magic Kid 2
- Réalisation : Stephen Furst
- Scénario : Nick Stone et Stephen Furst
- Musique : Jim Halfpenny
- Photographie : Ken Blakey
- Montage : John E. Hensel et Chris Worland
- Production : Joseph Merhi et Richard Pepin
- Société de production : PM Entertainment Group
- Pays :  États-Unis
- Genre : Comédie
- Durée : 87 minutes
- Dates de sortie : 
  - États-Unis : 7 décembre 1994 (vidéo)

## Distribution
- Ted Jan Roberts : Kevin
- Stephen Furst : Bob Ryan
- Dana Barron : Maggie
- Donald Gibb : Luther
- William Daniels : Manny
- Wil Shriner : lui-même
- Allyce Beasley une serveuse
- Michael Mitz : Andrew